# 巴塔克
巴塔克是保加利亞的城鎮，位於該國南部，距離首府帕扎爾吉克33公里，由帕扎爾吉克州負責管轄，面積461.1平方公里，海拔高度1,036米，2010年人口3,552，居民主要信奉東正教。